# Рёмерштайн
Рёмерштайн (нем. Römerstein) — община в Германии, в земле Баден-Вюртемберг.
Подчиняется административному округу Тюбинген. Входит в состав района Ройтлинген. Население составляет 3911 человек (на 31 декабря 2010 года). Занимает площадь 46,05 км².
Коммуна подразделяется на 3 сельских округа.